# Langues en Andorre
Les langues suivantes sont couramment parlées dans la principauté d’Andorre.

## Usage à domicile et hors domicile
| Langue    | Langue utilisée à domicile en 2022 | Langue utilisée hors domicile en 2022 |
| --------- | ---------------------------------- | ------------------------------------- |
| Catalan   | 44 %                               | 63,7 %                                |
| Espagnol  | 40,3 %                             | 48,6 %                                |
| Portugais | 13,5 %                             | 6,6 %                                 |
| Français  | 10 %                               | 5,7 %                                 |
| Autres    | 9,8 %                              | 4,9 %                                 |

## Catalan
Le catalan est la seule langue officielle d’Andorre. Elle est la langue historique et traditionnelle du pays et est utilisée par le gouvernement, la télévision, la radio ainsi que d’autres médias nationaux. Elle constitue la principale langue de l’ensemble des habitants de nationalité andorrane vivant sur le territoire national du pays, qui représente 33 % de la population totale.
Le catalan est également la langue principale de près de 25 % des immigrés d’origine espagnole (qui représentent 43 % de la population d’Andorre) ayant émigré de la Catalogne et la Communauté valencienne à partir de 1985.
Depuis peu, le gouvernement d’Andorre impose l’apprentissage et l’usage du catalan au sein même de la main d’œuvre immigrée afin d’appliquer pleinement la constitution et de régler le problème des habitants vivant dans un pays sans en connaître la seule langue officielle. Malgré l’afflux de touristes hispanophones en provenance d’Espagne, les signalisations publiques et privées d’Andorre ne sont généralement indiquées qu’en catalan.
Andorre est le seul pays dans lequel le catalan a le statut de langue officielle sur l’ensemble de son territoire.

## Espagnol et galicien
L’espagnol est la langue principale de près de 70 % des immigrés d’origine espagnole du pays (les 5 % restants parlent le galicien). La plupart sont arrivés dans le pays entre 1955 et 1995 depuis les régions traditionnellement moins développées du sud, de l’ouest et du centre de la Péninsule Ibérique (Andalousie, Estrémadure, Castille-La Manche, Murcie, Galice, etc.) et depuis les régions proches du Golfe de Gascogne (Asturies, Cantabrie, etc.).[réf. nécessaire]
Le faible niveau de développement d’Andorre, le faible niveau de scolarité dans le pays d’origine des immigrés et la crainte d’une invasion par l’Espagne franquiste a compliqué la pleine intégration des immigrés jusqu’à 1993, lorsque la constitution du pays a été approuvée. Depuis cette date, l’espagnol est devenu la deuxième langue la plus parlée des habitants du pays. Elle est d’ailleurs la principale langue de communication entre les habitants de différentes origines linguistiques. L’usage de cette « langue de la rue » a ainsi incité le gouvernement à intervenir afin de promouvoir l’usage général et universel du catalan.
Depuis que l’Andorre a adopté un système éducatif inspiré des systèmes catalan et français, les enfants peuvent apprendre l’espagnol si leurs parents choisissent le catalan en option.

## Portugais
La situation économique traditionnelle du nord du Portugal (principalement la région Nord) a amené un grand flux de migration vers l’Andorre entre 1960 et 1980, faisant passer la population portugaise à 11 % de la population totale d'Andorre. À cela s’ajoute une petite communauté de Brésiliens ayant migré vers l’Andorre dans les années 1990. La population lusophone maternelle est d’environ 13 % de la population totale du pays. Le portugais est utilisé hors domicile par 6,6 % des Andorrans.

## Français
La proximité avec la frontière française, un coût de la vie faible et sans impôt, et les possibilités d’emploi dans une industrie du tourisme en plein essor ont contribué à augmenter le nombre des immigrés français à 7 % de la population totale du pays. Des immigrés provenant d’Afrique francophone ont également fait augmenter le nombre de locuteurs francophones. 
Le français est la principale langue de communication après le catalan dans la ville du Pas de la Case, à la frontière française. Le français est utilisé hors domicile par 5,7 % des Andorrans.
Tout comme l’espagnol, le français peut être enseigné aux enfants si les parents le choisissent. 
En 2016, il y avait environ 4 000 résidents de nationalité française en Andorre.